# Lancia gigantea
Lancia gigantea là một loài bướm đêm trong họ Crambidae.